# Imblattella antioquiae
Imblattella antioquiae är en kackerlacksart som först beskrevs av Morgan Hebard 1921.  Imblattella antioquiae ingår i släktet Imblattella och familjen småkackerlackor.
Artens utbredningsområde är Colombia. Inga underarter finns listade i Catalogue of Life.